# Irena Reifová
Irena  Reifová (* 8. února 1971, Kolín) je česká vysokoškolská pedagožka, publicistka a socioložka v oblasti problematiky médií na katedře mediálních studií Institutu komunikačních studií a žurnalistiky (IKSŽ) Fakulty sociálních věd Univerzity Karlovy (FSV UK).
Ve výuce se zaměřuje na zkoumání kritické teorie médií, kulturních studií, televizních studií, teorie populární kultury a koncepce mediálních publik.
Věnuje se výzkumu populární kultury v televizních formátech. Specializuje se na československé a české televizní seriály z let 1959-1989 i na novodobou seriálovou produkci českých televizních stanic po roce 1990.
Je členkou ženské poetické skupiny Fatální fámy pod pseudonymem Anna Gramová.

## Vzdělání
V roce 1989 odmaturovala na Gymnáziu Kolín. Poté pokračovala na Fakultu sociálních věd Univerzity Karlovy, kde v letech 1989-1992 vystudovala žurnalistiku na bakalářské a v letech 1992-1994 i na magisterské úrovni (se specializací na sociologii). Poté v letech 1995-1999 pokračovala i na doktorské studium v oboru masová a mediální komunikace.

## Kariéra
Mezi lezy 1995 a 1998 působila jako novinářka v Lidových novinách. Poté rok (mezi 2002 a 2003) psala pro politicko-kulturní časopis Přítomnost.
V roce 1998 začala působit jako odborná asistentka IKSŽ, kde od té doby i vyučuje. V roce 2010 se na IKSŽ navíc stala tajemnicí pro vědu a v od roku 2011 byla členkou editační komise FSV UK. V roce 2015 skončila na zmíněných pozicích a na univerzitě působí už pouze jako vyučující. Působila i v Centru pro mediální studia (CEMES).
Vyučovala i na jiných univerzitách, například v letech 2005-2006 vyučovala předmět Mediální komunikace na Filozofické fakultě Univerzity Pardubice (do roku 2006) a 2005-2009 kurz Dějiny filmových teorií I na FAMU. V rámci ECREA Doctoral Summer School přednášela v Estonsku, Slovinsku, Německu a Itálii.
Byla zakládající členkou a později místopředsedkyní středoevropské a východoevropské sítě ECREA (Evropská asociace pro výzkum a vzdělávání v oblasti komunikace). Předsedala místnímu organizačnímu výboru na 6. konferenci ECREA, která se v roce 2016 pořádala v Praze. V letech 2011-2014 byla členkou řídicího výboru akce COST IS0609 a byla hlavní vedoucí dvou výzkumných projektů financovaných z národních zdrojů. V letech 2015 a 2016 byla součástí české kritické iniciativy zaměřené na neetické publikační praktiky.
Působí i jako recenzentka pro vědecké časopisy zabývající se žurnalistikou a komunikací a jako oponentka pro grantové agentury na Slovensku a v Estonsku.
V roce 2006 byla členkou poroty Mezinárodního festivalu dokumentárních filmů Jihlava.

## Publikační činnost

### Monografie
- SCHULZ, Winfried - SCHERER, Helmut - HAGEN, Lutz - REIFOVÁ, Irena - KONČELÍK, Jakub. Analýza obsahu mediálních sdělení. 3. vyd vyd. Praha: Karolinum, 2011. 149 s. ISBN 978-80-246-1980-4.
- REIFOVÁ, Irena - SVATOŇ GILLÁROVÁ, Kateřina - POSPÍŠIL, Michal. Slovník kulturálních studií. 1. vyd vyd. Praha: Portál, 2006. 206 s. ISBN 80-7367-099-2.
- SCHULZ, Winfried - REIFOVÁ, Irena - KONČELÍK, Jakub - HAGEN, Lutz - SCHERER, Helmut. Analýza obsahu mediálních sdělení. Praha: Karolinum, 2004. 149 s. ISBN 80-246-0827-8.

### Kapitoly v monografiích (výběr)
- REIFOVÁ, Irena - HÁJEK, Martin. Perspectives on Mediated Shame of Class and Poverty in European Contexts. In: REIFOVÁ, Irena - HÁJEK, Martin. Mediated Shame of Class and Poverty Across Europe. 1st ed vyd. Cham: Palgrave Macmillan, 2021, s. 1-18. ISBN 978-3-030-73542-5.
- REIFOVÁ, Irena. Not as we know it: televizní diváctví ve věku netrpělivosti. In: DVOŘÁK, Tomáš. Temporalita (nových) médií. 1. vyd vyd. Praha: NAMU, 2016, s. 103-135. ISBN 978-80-7331-425-5.
- CARPENTIER REIFOVÁ, Irena. Herbert Marshall McLuhan. Jak rozumět médiím. Extenze člověka. In: MACURA, Vladimír - JEDLIČKOVÁ, Alice. Průvodce po světové literární teorii 20. století. 1. vyd vyd. Brno: Host, 2012, s. 511-518. ISBN 978-80-7294-848-2.
- REIFOVÁ, Irena. Konec televizní obludy?. Ubavit se k smrti. 2. vyd vyd. Praha: Mladá fronta, 2010, s. 6-16. ISBN 978-80-204-2206-4.
- REIFOVÁ, Irena. Zábavné zprávy. Základy mediální výchovy. 1. vyd vyd. Praha: Portál, 2007, s. 149-156. ISBN 978-80-7367-315-4.
- REIFOVÁ, Irena. Média a zábava. Rozumět médiím: základy mediální výchovy pro učitele. 1. vyd vyd. [Praha]: Partners Czech, 2006, s. 111-114. ISBN 80-239-6762-2.
- REIFOVÁ, Irena - JIRÁK, Jan - JONÁŠOVÁ, Kateřina - TRAMPOTA, Tomáš - ZEJDOVÁ, Zuzana. Média jako mechanismus změny. Všude a nikde: vliv elektronických médií na sociální chování. 1. vyd vyd. Praha: Karolinum, 2006, s. 15-84. ISBN 80-246-0905-3.
- REIFOVÁ, Irena. Slovník mediální komunikace. In: REIFOVÁ, Irena. Slovník mediální komunikace. Praha: Portál, 2004, ISBN 80-7178-926-7.

### Články (výběr)
- REIFOVÁ, Irena. Shaming the working class in post-socialist Reality Television. European Journal of Cultural Studies. 2021, 24(5), 1071-1088. ISSN 1367-5494. UT-WOS link
- REIFOVÁ, Irena. Rerunning and 'rewatching' socialist TV drama serials: post-socialist Czech television audiences between commodification and reclaiming the past. Critical Studies in Television. 2009, 4(2), 53-71. ISSN 1749-6020.
- MACEK, Jakub - REIFOVÁ, Irena. Mediální studia: když je mlčení vidět. Mediální studia. 2008, 3(1), 118-119. ISSN 1801-9978.
- REIFOVÁ, Irena - BEDNAŘÍK, Petr. Televizní seriál - záhada popkulturního sebevědomí. Mediální studia. 2008, 3(1), 72-80. ISSN 1801-9978.
- REIFOVÁ, Irena - BEDNAŘÍK, Petr. Seriality and popcultural self-consciousness. Mediálni studia. 2008, 3(3), 300-309. ISSN 1801-9978.
- REIFOVÁ, Irena. Kulturální studia snadno, rychle, kvalitně. Mediální studia. 2007, 2(2), 208-214. ISSN 1801-9978.
- REIFOVÁ, Irena. Televizní realita - malá, ale naše. Mladá fronta Dnes. 2005, 16(121 (20. 5.)), 6. ISSN 1210-1168.
- REIFOVÁ, Irena - DOLEŽALOVÁ, Ivana. Ženský hlas, vizuální slast. Přítomnost. 2002, 56-57. ISSN 1211-3883.
- REIFOVÁ, Irena. Evropská a česká audiovizuální politika. Přítomnost. 2001, 7(4), 46-50. ISSN 1213-0133.
- REIFOVÁ, Irena. Labyrint světa a ráj informací. Přítomnost. 2001, 7(2), 53-56. ISSN 1213-0133.